# Heteronyx alpicola
Heteronyx alpicola är en skalbaggsart som beskrevs av Blackburn 1892. Heteronyx alpicola ingår i släktet Heteronyx och familjen Melolonthidae. Inga underarter finns listade i Catalogue of Life.